# Таёжный сверчок
Таёжный сверчок (лат. Helopsaltes fasciolatus) — вид перелётных птиц из семейства сверчковых (Locustellidae).
Встречается от юга Западной Сибири до Кореи.
Самый крупный представитель своего рода, размером немного больше воробья. Тело удлинённое, со ступенчатым округлым хвостом и короткими широкими крыльями. Клюв прямой узкий, темя плоское.
Имеет некоторое сходство с соловьём, по размерам и характеру окраски.
Птицы отличаются очень скрытными повадками, самцы поют всегда в стороне от гнезда.
Крупные чашеобразные гнёзда располагает прямо на земле в густой траве или невысоко на валежнике и в основаниях кустов. В кладке обычно находится 3—5 яиц.
Питается насекомыми.
Пение громкое и хорошо заметное в лесу. Наиболее активно поёт утром на заре, но может быть слышен и в другое время суток.
Вид внесён в Красную книгу Томской области, как редкий вид, находящийся на северо-западной границе ареала.